# Fermión pesado
En física del estado sólido, los fermiones pesados son materiales formados por un tipo específico de compuestos metálicos que tienen una capacidad calorífica a baja temperatura cuyo término linear es hasta mil veces mayor que el valor esperado en la teoría de electrones libres. El comportamiento de fermiones pesados se encontró en compuestos metálicos de tierras raras y actínidos a muy bajas temperaturas (menor a 10 K) en una amplia variedad de estados incluyendo metálico, superconductor, aislante y estados magnéticos.
Las propiedades de los compuestos fermiónicos pesados derivan de los oribitales f parcialmente llenos de los iones de los elementos antes mencionados, que se comportan como momentos magnéticos localizados. Algunos ejemplos son el metal CeCu6 y los superconductores LiV2O4, UBe13, CeAl3 y CeCu2Si22.
El nombre fermión pesado proviene del hecho de que la conducción de electrones en estos compuestos metálicos se comporta como si los electrones (un tipo de fermión) tuviesen una masa efectiva hasta mil veces superiores a la de los electrones libres. Esta gran masa efectiva también se refleja en la gran contribución a la resistividad de dispersión electrón-electrón a través de la relación de Kadowaki-Woods.